# Santipap Ratniyorm
Santipap Ratniyorm (thailändisch สันติภาพ ราษฎร์นิยม, * 4. September 1992), auch als Pom bekannt, ist ein thailändischer Fußballspieler.

## Karriere
Santipap Ratniyorm stand 2013 beim Erstligisten Muangthong United unter Vertrag. Der Verein aus Pak Kret, einem nördlichen Vorort der Hauptstadt Bangkok, spielte in der ersten Liga, der Thai Premier League. Die komplette Saison wurde er an den Ligakonkurrenten Samut Songkhram FC nach Samut Songkhram ausgeliehen. 2014 wechselte er für vier Jahre zum Drittligisten Samut Sakhon FC nach Samut Sakhon. 2015 wurde er mit dem Club Meister der Regional League Division 2 in der Region Central-West. Ein Jahr später wurde er Meister in der Region West. Nach der Ligareform 2017 spielte der Club fortan in der Thai League 3. Hier wurde man der Lower-Region zugeteilt. Mit Samut wurde er Meister der Lower-Region und stieg in die zweite Liga auf. Nach dem Aufstieg verließ er Samut Sakon. Der Erstligist Chainat Hornbill FC aus Chainat nahm ihn für zwei Jahre unter Vertrag. Für Chainat abosoliverte er 29 Erstligaspiele. Nach Vertragsende wechselte er 2020 zum Ligakonkurrenten Ratchaburi Mitr Phol nach Ratchaburi. Nach drei Erstligaspielen für Ratchaburi wechselte er Anfang 2021 auf Leihbasis zum Ligakonkurrenten Sukhothai FC. Am Ende der Saison musste er mit dem Verein aus Sukhothai den Weg in die Zweitklassigkeit antregen. Für Sukhothai absolvierte er 13 Erstligaspiele. Nach dem Abstieg wechselte er zum Erstligisten Suphanburi FC. Am Ende der Saison 2021/22 belegte er mit dem Verein aus Suphanburi den 16. Tabellenplatz und musste somit in die zweite Liga absteigen. Für Suphanburi stand er 20-mal in der ersten Liga auf dem Spielfeld. Nach dem Abstieg verließ er den Verein und schloss sich dem Erstligaaufsteiger Lamphun Warriors FC an. Mit dem Verein aus Lamphun spielte er 19-mal in der ersten Liga. Im Juli 2023 wechselte er zum Erstligaaufsteiger Trat FC. Am Ende der Saison 2023/24 belegte er mit dem Verein aus Trat den letzten Tabellenplatz und musste somit in die zweite Liga absteigen. Für Trat bestritt er 27 Erstligaspiele. Nach dem Abstieg verließ er den Verein und schloss sich dem ebenfalls aus der ersten Liga abgestiegenen Chonburi FC an. Am Ende der Saison 2024/25 feierte er mit Chonburi die Zweitligameisterschaft sowie den Aufstieg in die erste Liga. Nach einer Spielzeit, in der er 22 Ligaspiele bestritt, wurde sein Vertrag im Sommer 2025 nicht verlängert. Im Juni 2025 nahm ihn der Erstligaaufsteiger Kanchanaburi Power FC aus Kanchanaburi unter Vertrag.

## Erfolge
Samut Sakhon
- Regional League Division 2 – Central/West: 2015

- Regional League Division 2 – West: 2016

- Thai League 3 – Lower Region: 2017  ▲

Chonburi FC
- Thailändischer Zweitligameister: 2024/25  ▲